# پورویتسا
پورویتسا (به بلغاری: Purvitsa) یک منطقهٔ مسکونی در بلغارستان است که در شهرستان کیرکوفو واقع شده‌است.